# Overland (jeu vidéo)
Pour les articles homonymes, voir Overland.
Overland est un jeu vidéo de stratégie de Finji sorti en septembre 2019 pour iOS, Linux, Nintendo Switch, PlayStation 4, Windows et Xbox One, et en octobre 2019 pour les plates-formes macOS.

## Système de jeu
Le joueur incarne un survivant, un chien et leur voiture dans un monde post-apocalyptique.

## Développement
Les inspirations du jeu incluent X-COM, The Banner Saga et Dead of Winter: A Cross Roads Game.
Overland est sorti le 19 septembre 2019 sur les plateformes Nintendo Switch, PlayStation 4, Microsoft Windows et Xbox One. Les premières versions du jeu étaient disponibles via Itch.io. Le développeur prévoit également une version iOS.